# Ковчег Вселенной
Ковчег Вселенной — научно-фантастический роман украинского писателя, философа и общественного деятеля Николая Руденко, предназначенный для среднего и старшего школьного возраста. Написан в 1990 году в Джерси-Сити, публиковался в 1991—1992 годах в журнале «Наука-фантастика» и в 1995 году отдельной книгой.

## Аннотация
В начале третьего тысячелетия с орбиты Земли к соседней планетной системе стартует Космическая Академия Наук. В качестве корабля используется астероид, в недрах которого создана атмосфера, близкая к земной. Это и есть Ковчег Вселенной, несущий генофонд планеты в космос. Отсюда название остросюжетного футурологического романа Николая Руденко.

## Предыстория
В конце XXI века Земля столкнулась с проблемами перенаселения и повышения уровня мирового океана. К тому времени функционировало несколько термоядерных электростанций, но нефть и уголь всё ещё широко использовались. В 2040-х годах человечество начало деградировать, что проявлялось в росте врождённых увечий и снижении числа гениальных личностей. Произошли массовые переселения народов, Сибирь заселили китайцы и японцы.
В это время возник проект колонизации ближайшей пригодной для жизни планеты Лем. Тридцатилетний член Сибирской Академии Наук Макаров предложил превратить астероид в корабль с замкнутой экосистемой. Для этого был выбран 15-километровый астероид, достроенный на орбите Земли и отправленный к Лему согласно плану.
Изначально ресурсы астероида позволяли содержать около тысячи человек. Для управления были созданы устройства омоложения, а обычное население должно было сменяться поколениями. Предполагалось, что талантливые личности смогут войти в число правителей.
Спустя 200 лет после старта связь с Землёй прервалась (позже упоминается падение астероида Гермес). Макаров решил единолично управлять астероидом и будущей колонией Лема, ограничив доступ не-академиков к знаниям.
Академия культивировала преимущественно точные науки, гуманитарные были практически заморожены. Правда, поддерживалось знание языков, унаследованное первым поколением космических колонистов от земных предков. Религиозные заповеди некоторые помнили, но они постепенно отмирали — вместо этого школа с детства прививала культ Президента. В почёте были фольклор, некоторые этнические обычаи, народное искусство. Вероятно, это было единственным, что не позволяло простым людям одичать.
В результате сформировалась бессмертная элита учёных и рабочий класс, чьей задачей было служить носителями генофонда и обслуживать машины. В ходе полёта возникло сверхнормативное население, с которым боролись, периодически выбрасывая в космос. Для объяснения их исчезновения существовала легенда о спутнике астероида, где они якобы продолжали жить.
На момент действия романа среди простого населения астероида существовало учение о Галактической Матери, перекликающееся с теорией Монад астронома Ли Чуня о мыслящих сущностях, порождающих материю.

## Персонажи
- Прокоп — механик, работал в отделе водородных двигателей, затем переведён на ферму. Свободно владеет польским и украинским языками.
- Елена — дочь вице-президента. В отличие от отца смертна, но готовится получить бессмертие.
- Степан Макаров — Президент Космической Академии Наук. Сторонник ограничения доступа к знаниям для смертного населения. Для управления «генофондом» выдаёт себя за божество.
- Мирек Лятошинский — вице-президент. Родился через 200 лет после старта Академии.
- Ли Чунь — академик-астроном. Убеждён, что в центре галактики находится объект Галактическая Монада — высшая форма жизни, с которой можно общаться без технических средств.
- Сильвия — наложница Президента.
- Эндрю, Семён, Кривошеев — люди, знающие о посещениях астероида загадочными кораблями.

## Сюжет
Роман начинается со сцены у поля внутри астероида, где Прокоп убеждает Елену, что Солнце и Луна — подделки. Елена снимает серёжку Прокопа, через которую могут подслушивать полицейские Костоломы, и они продолжают разговор о Солнце и Президенте. Простые люди верят, что вселенную создал богоподобный Президент, который следит за всем и по своему усмотрению дарует бессмертие. Однако ходят слухи о президентских оргиях как способе получить бессмертие. Прокоп успевает рассказать о сфере, проецирующей ночью звёздное небо, но их пугают Костоломы, и они прячутся в люке, добираясь до башни вице-президента Лятошинского.
Лятошинский либерально относится к простым людям и недоволен правлением Президента, поэтому разрешает Прокопу укрыться у себя. Ночью вице-президент поднимается в президентский дворец, где встречает астронома Ли Чуня и просит взять Прокопа к себе, так как Ли давно ищет ученика. Тот соглашается, считая смельчака Прокопа подходящим.
Елена, желая узнать о Земле, смотрит с отцом образы прошлого через «экран Кривошеева». Они видят заброшенный, полузатопленный Нью-Йорк, к которому плывут баржи с китайцами, нанятыми для восстановления города.
Спустя время Прокоп становится учеником Ли Чуня. Он изучает астрономию и математику, поражая учителя своими способностями. Наблюдая через телескоп, Прокоп видит Галактическую Монаду и ощущает нечто вроде телепатического общения с ней.
Елена, обеспокоенная загадкой исчезновения сверхнормативного населения, уговаривает Прокопа переместить телескоп вдоль поверхности астероида, надеясь найти доказательства убийств. Однако тел они не находят, хотя те должны были бы оставаться в космосе.
Тайно вернувшись в катакомбы, где жил раньше, Прокоп спасает друга Эндрю, избитого Костоломами. Тот рассказывает о загадочных кораблях, которые иногда появляются у астероида и забирают выброшенных. Академики, как выясняется, знают о кораблях, но скрывают это. Академик Иван Кривошеев даже называет их друзьями. Ли Чунь сообщает Прокопу, что теорию Монад он почерпнул из работ Мирона Гривы, жившего во времена СССР.
Через неделю Прокоп замечает приближение к астероиду двух объектов. Тем временем тайно определяют очередной набор людей для выброса в космос, среди которых оказывается сестра Прокопа. Выйдя в скафандре за пределы астероида, он находит погибших, но не успевает вернуться до исчерпания кислорода. Друзья затаскивают его обратно, но ему требуется лечение. Пока он был без сознания, прибыл загадочный корабль и начал оживлять выброшенных. На астероид тайно проникают представители Галактической Варты, включающей различные разумные виды. Они сообщают, что на планете, куда направляется астероид, уже существует крупная человеческая колония, так как земные технологии значительно продвинулись. Часть землян стала космической цивилизацией, а часть всё ещё переживает упадок. Галактическая Варта показывает с помощью технологий вариант будущего, где Прокоп — Президент Академии, Елена заботится о детях в санатории, а Ли Чуню и Кривошееву воздвигнут памятник.
Макаров, не желая делить создание новой цивилизации с Галактической Вартой, решает явиться в катакомбах в образе божества. Он распространяет слухи о великой опасности для мира и отправляет в катакомбы жрецов, предсказывающих его пришествие. Макаров появляется в виде гиганта, обещая сделать народ величайшей цивилизацией во Вселенной и раскрыть тайны за пределами астероида. Кривошеев срывает выступление, отключив голограмму гиганта.
Кривошеев и его союзники разрабатывают план свержения Президента. На совещании выясняется, что Галактическая Варта 200 лет назад предлагала забирать сверхнормативное население для расселения на свободных планетах, но Макаров отказывался и продолжал выбрасывать людей. Макарова решают судить, назначив главным судьёй Ли Чуня.
По решению суда Макарова передают Галактической Варте, которая селит его на планете с выброшенным населением, лишив бессмертия. Через три года он умирает. Новым Президентом становится Кривошеев. Прокоп развивает общение с Монадой. Елена становится педагогом, воспитывая дошкольников. Однажды Галактическая Варта присылает человека с Земли, который рассказывает о полном переходе на термоядерную энергетику и водородное топливо. Из-за малого населения разрешено искусственное продление жизни.
Ли Чунь и Кривошеев, устав от бессмертия, кончают жизнь самоубийством, завещая похоронить их на планете, куда направляется астероид, что совпадает с видением Прокопа.